# Quảng Minh (phường)
Quảng Minh là một phường thuộc thị xã Việt Yên, tỉnh Bắc Giang, Việt Nam.

## Địa lý
Phường Quảng Minh nằm ở phía nam thị xã Việt Yên, có vị trí địa lý:
- Phía đông giáp phường Nếnh
- Phía tây giáp phường Ninh Sơn và xã Trung Sơn
- Phía nam giáp phường Nếnh và phường Ninh Sơn
- Phía bắc giáp phường Bích Động.

Phường Quảng Minh có diện tích 5,46 km², dân số năm 2022 là 12.573 người, mật độ dân số đạt 2.302 người/km².

## Hành chính
Phường Quảng Minh được chia thành 5 tổ dân phố: Đình Cả, Đông Long, Kẻ, Khả Lý Hạ, Khả Lý Thượng.

## Lịch sử
Địa bàn phường Quảng Minh ngày nay trước đây vốn là xã Quảng Minh thuộc huyện Việt Yên.
Trước Cách mạng tháng Tám năm 1945, xã Quảng Minh ngày nay thuộc tổng Mật Ninh, huyện Việt Yên, tỉnh Bắc Giang.
Sau Cách mạng tháng Tám năm 1945, các làng Sen Hồ, Mật Ninh hợp lại thành xã Quang Trung và các làng Khả Lý Thượng, Khả Lý Hạ, Cao Lôi hợp lại thành xã Khả Cao.
Ngày 2 tháng 5 năm 1949, Ủy ban Kháng chiến hành chính Liên khu I ban hành Quyết định số 233-CP/4 về việc sáp nhập 3 xã: Quang Trung, Khả Cao, Ninh Sơn thành 
xã Quảng Minh.
Cuối năm 1954, tách thôn Cao Lôi (xã Khả Cao cũ) thuộc xã Quảng Minh để thành lập xã Ninh Sơn.
Ngày 20 tháng 2 năm 2003, Chính phủ ra Nghị định số 16/2003/NĐ-CP về việc thành lập thị trấn Nếnh trên cơ sở 211,97 ha diện tích tự nhiên và 2.861 nhân khẩu của thôn Sen Hồ thuộc xã Quảng Minh.
Sau khi điều chỉnh địa giới hành chính thành lập thị trấn Nếnh, xã Quảng Minh còn lại 550,30 ha diện tích tự nhiên và 9.007 nhân khẩu.
Ngày 13 tháng 12 năm 2023, Ủy ban Thường vụ Quốc hội ban hành Nghị quyết số 938/NQ-UBTVQH15 về việc thành lập thị xã Việt Yên (nghị quyết có hiệu lực từ ngày 1 tháng 2 năm 2024). Theo đó, thành lập phường Quảng Minh trên cơ sở toàn bộ 5,46 km² diện tích tự nhiên và dân số 12.573 người của xã Quảng Minh.

## Văn hóa

### Làng quan họ
Phường Quảng Minh có tới 4 làng quan họ cổ thuộc danh sách 23 làng quan họ Bắc Giang được quy hoạch bảo tồn và đưa vào phát triển du lịch văn hóa là làng quan họ Đông Long, làng quan họ Mật Ninh, làng quan họ Khả Lý Thượng và làng quan họ Đình Cả.